# Julia Solly
Julia Solly (Lancashire, 21 de dezembro de 1862 – Cidade do Cabo, 1953) foi uma sufragista, ativista do movimento da temperança e feminista britânica. Solly mudou-se para a África do Sul após seu casamento e tornou-se uma das mais reconhecidas feministas da Colônia do Cabo. Defendendo o sufrágio, ela cofundou a filial da Colônia do Cabo da Liga de Emancipação Feminina (WEL), a primeira organização da África do Sul criada para pressionar pelo direito ao voto das mulheres. Ativa como pacifista, ela foi contra a Segunda Guerra dos Bôeres e a Primeira Guerra Mundial, mas acreditava que os nazistas deveriam ser parados a qualquer custo. Solly também foi ativa em muitos programas de reforma social e fazia parte do movimento de pureza social.

## Início de vida
Julia Frances Muspratt nasceu em 21 de dezembro de 1862 em Seaforth Hall, Lancashire, Inglaterra. Ela era filha de Frances Jane e Edmund Knowles Muspratt. Ela estudou no Cheltenham Ladies' College, e ela e sua irmã, Nessie, foram duas das primeiras mulheres a estudarem na Universidade de Liverpool. Muspratt estudou botânica com o professor Harvey Gibson e focou na flora da África do Sul. Após sua graduação, ela fez uma viagem às Américas com seu pai. Solly foi primeiro para o Canadá, onde compareceu a uma reunião da Associação Britânica em Montreal e depois viajou para a costa noroeste dos Estados Unidos e posteriormente Nova Iorque antes de retornar à Inglaterra.

## Ativismo
No final da década de 1880, Muspratt juntou-se ao ramo local da Federação Liberal Feminina (WLF), da qual sua irmã Nessie Stewart-Brown era presidente, ao lado da sua mãe, sua tia Ann Neal Muspratt, sua irmã Stella Permewan e sua cunhada Helena. Em 15 de junho de 1890 ela casou-se com Hubert LeGay Solly, engenheiro inglês que trabalhava para o governo sul-africano. No mesmo ano, o casal mudou-se para De Aar, onde Solly juntou-se à União da Temperança Cristã Feminina. Em 1895 ela começou a servir como superintendente da área de sufrágio da União. Pacifista ardente, ela mandou inúmeras cartas para seu pai durante a Segunda Guerra dos Bôeres, contando as atrocidades do conflito. Em 1907, Solly ajudou na fundação da filial da Colônia do Cabo da Liga de Emancipação Feminina (WEL), a primeira organização da África do Sul criada para pressionar pelo direito ao voto das mulheres. Ela passou a trocar correspondências com Olive Schreiner, e suas cartas tratavam-se principalmente de questões sobre o sufrágio. Schreiner estava preocupada com o partidarismo e exortou Solly a deixar de lado as diferenças religiosas ou raciais e eliminar elementos divisores, como a ex-presidente Irene Macfadyen (1907-1908), que era simultaneamente membro de um grupo anti-sufrágio feminino. Solly tornou-se uma das figuras mais reconhecidas do movimento sufragista da Colônia do Cabo.
Na época da morte do seu marido, em 1912, Solly estava quase exclusivamente trabalhando na Cidade do Cabo, onde juntou-se ao Conselho Nacional Feminino em 1913. Durante a Primeira Guerra Mundial, Solly co-fundou, ao lado do Reverendo Ramsden Balmforth, a Sociedade Sul-Africana de Paz e Arbitragem. Embora apresentassem argumentos fundamentados para a paz, poucos queriam ouvi-los. Ela foi a primeira mulher a juntar-se à Associação Sul-Africana pelo Avanço da Ciência, escrevendo tratados sobre a ciência da guerra e seu impacto negativo na sociedade. Em 1916 Solly tornou-se a vice-presidente da Associação pela Higiene Moral e Social e escreveu panfletos e artigos sobre os perigos do vício. Na mesma época, ela juntou-se à Federação Internacional pela Abolição da Regulamentação Estadual do Vício, em uma tentativa de redirecionar prostitutas desencaminhadas, atraídas pela emoção do momento. As mulheres do Conselho Nacional Feminino saíram às ruas em brigadas para patrulhar bairros. Solly concorreu às eleições em 1918 como candidata pelo município de Salt River, mas foi derrotada. Na primeira metade da década de 1920, Solly escreveu The Women's Charter, que foi traduzido para o africâner e enviado para todas as filiais do Nasionale Vroueparty (Partido Nacional Feminino) pela sua presidente.
Em 1926 Julia Solly argumentou perante o comitê parlamentar que as mulheres precisavam do direito ao voto como uma "arma de proteção doméstica", o que significava que permitir o voto feminino protegeria as famílias. O sufrágio feminino na África do Sul foi complicado pelo medo de que a maioria negra ganhasse poder. Solly usou esses temores em benefício das mulheres, enfatizando que se as mulheres brancas votassem isso aumentaria a quantidade de eleitores brancos. Finalmente, em 11 de abril de 1930, com uma maioria de quarenta votos, o governo do primeiro-ministro Albert Hertzog aprovou o sufrágio para mulheres brancas em pé de igualdade com o dos homens brancos. Em 1935, Solly serviu no cargo de vice-presidente do Conselho Nacional Feminino e recebeu a Medalha do Jubileu de Prata do Rei Jorge V naquele ano pelos seus serviços. Solly e o colega pacifista Ramsden Balmforth abandonaram o pacifismo durante a Segunda Guerra Mundial, acreditando que Hitler deveria ser derrotado a qualquer custo. Solly morreu em 1953 na Cidade do Cabo, África do Sul.